# Phil Mahre
Philip „Phil“ Mahre (* 10. Mai 1957 in Yakima, Washington) ist ein ehemaliger US-amerikanischer Skirennläufer. Der Slalom- und Riesenslalomspezialist gehörte in den späten 1970er und frühen 1980er Jahren zu den erfolgreichsten Rennläufern überhaupt. In seinen drei Glanzjahren 1980/81 bis 1982/83 war er ebenbürtiger Gegner der schwedischen Skilegende Ingemar Stenmark – er errang neun Siege im Slalom und sieben im Riesenslalom. Im Gegensatz zu Stenmark war er aber auch guter Abfahrer, was ihm elf Siege in der Kombination und dreimal die Gesamtwertung des Skiweltcups einbrachte. Außerdem wurde er je einmal Olympiasieger und Weltmeister. Sein Zwillingsbruder Steve Mahre war ebenfalls erfolgreich als Skirennläufer aktiv.

## Biografie

### Sportkarriere
Obwohl Phil und Steve Mahre sehr ähnlich aussehen, sind sie keine eineiigen Zwillinge. Sie wuchsen zusammen mit sieben weiteren Geschwistern inmitten des Skigebiets White Pass westlich von Yakima County auf, wo Vater Dave Mahre ab 1964 Hauptverantwortlicher für die Pistenpräparierung war. Die Mahre-Zwillinge konnten während des Winters jeden Abend nach der Schule direkt neben ihrem Haus auf einer beleuchteten Piste trainieren. Phil Mahre gewann im Alter von neun Jahren sein erstes Kinderskirennen.
Als sie zwölf Jahre alt waren, galten die Zwillinge als so große Talente, dass verschiedene Skihersteller ihnen Skis gratis zur Verfügung stellten. 1970 versuchte Rossignol, die Brüder mit einem Vertrag für deren gesamte Karriere an sich zu binden, was der Vater aber ablehnte. Schließlich entschieden sie sich für das Unternehmen K2 aus Vashon Island, das nur wenige Stunden von Yakima entfernt ist. Die Mahres blieben dieser Skimarke während ihrer gesamten Karriere treu und waren bei der Entwicklung von maßgeschneiderten Rennskiern beteiligt.
Phil Mahre wurde als 15-Jähriger in die US-amerikanische Skinationalmannschaft aufgenommen. Er nahm am 5. Dezember 1975 an seinem ersten Weltcuprennen teil, den Slalom in Val-d’Isère beendete er auf dem sechsten Platz. 1976 nahm er an den Olympischen Spielen in Innsbruck teil und wurde Fünfter im Riesenslalom. Im Dezember 1976 gewann er in Val-d’Isère zum ersten Mal einen Weltcup-Riesenslalom, der erste Slalomsieg folgte drei Monate später in Sun Valley. Zudem gewann er in der Saison 1976/77 die Riesenslalomwertung des Canadian-American Cups, welcher im nächsten Jahr in Nor-Am Cup umbenannt wurde.
In der Saison 1977/78 etablierte sich Phil Mahre als einer der besten Skirennläufer der Welt. Bei den Skiweltmeisterschaften 1978 in Garmisch-Partenkirchen wurde er im Riesenslalom wiederum Fünfter. Mit zwei Siegen und mehreren Podestplätzen klassierte er sich im Gesamtweltcup auf Platz zwei hinter Ingemar Stenmark. 1979 gewann er die erste Kombinationswertung, wurde Dritter im Gesamtweltcup und Zweiter im Slalomweltcup. Bei den Olympischen Winterspielen 1980 in Lake Placid gewann er die Silbermedaille, hinter seinem großen Rivalen Ingemar Stenmark. Die im Rahmen der olympischen Rennen ermittelte Kombinationswertung, die nur als Weltmeisterschaft zählte, brachte ihm die Goldmedaille ein. Mahre beendete die Saison erneut als Dritter der Gesamtwertung und entschied den Kombinations-Weltcup für sich.
In der Saison 1980/81 gewann Mahre je drei Rennen und Kombinationswertungen und ließ Stenmark um nur gerade sechs Punkte hinter sich; zum Gesamtweltcupsieg kam auch der Gewinn des Kombinationsweltcups hinzu. 1981/82 konnte Mahre seinen Vorsprung auf 98 Punkte ausbauen, zu Buche standen acht Siege und 20 Podestplätze. In derselben Saison war er auch der Beste im Slalom-, im Riesenslalom- und im Kombinationsweltcup. Im Gegensatz zu seinem Bruder Steve ging er bei den Skiweltmeisterschaften 1982 in Schladming leer aus. Mit fünf Rennsiegen sicherte sich Phil Mahre 1983 zum dritten Mal in Folge den Gesamtweltcup, zum zweiten Mal den Riesenslalom-Weltcup und zum vierten Mal den Kombinations-Weltcup. Im selben Jahr wurde er von der Internationalen Vereinigung der Ski-Journalisten (AIJS) mit dem Skieur d’Or ausgezeichnet. Die Saison 1982/83 war bis zur Saison 2007/08 die einzige, in der die Gesamtsieger beiderlei Geschlechts aus den USA stammten (bei den Frauen war Tamara McKinney erfolgreich). Dort konnten Bode Miller und Lindsey Vonn diesen Erfolg ebenfalls feiern.
Die Saison 1983/84 begann mit eher durchwachsenen Ergebnissen, da die Zwillinge sich ganz auf die Olympischen Winterspiele 1984 in Sarajevo konzentrierten. Phil Mahre wurde im Riesenslalom Achter. Nach dem ersten Durchgang des Slaloms führte Steve vor dem Schweden Jonas Nilsson, Phil lag auf Platz drei. Im zweiten Lauf übernahm Phil zunächst die Spitze, während Nilsson nach einem Fahrfehler auf den vierten Schlussrang zurückfiel. Steve hätte ein ordentlicher Lauf für den Sieg gereicht, doch auch er beging mehrere Fahrfehler. Phil Mahre gewann das Rennen mit 21 Hundertstelsekunden Vorsprung auf seinen Bruder und erhielt die angestrebte Goldmedaille. Eine Stunde vor Beginn des Rennens hatte Phil Mahres Ehefrau Holly einen Sohn geboren, er erfuhr dies erst später während eines Fernsehinterviews. Ende der Saison traten die Mahre-Brüder vom Spitzensport zurück.

### Nach dem Rücktritt
1985 veröffentlichten Phil und Steve Mahre ihre Autobiographie No Hill Too Fast, die ihre Kindheit und ihre Weltcupkarriere beschreibt. Das Buch enthält auch eine Reihe von Lehrkapiteln, in denen beigebracht wird, „wie ein Mahre zu fahren“. Im selben Jahr gründeten die Brüder ein Trainingscenter im Skigebiet Deer Valley bei Park City im US-Bundesstaat Utah. Für einige Jahre waren beide im Automobilrennsport aktiv.

### Comeback im Jahr 2007
Im Januar 2007, im Alter von 49 Jahren, gab Phil Mahre bekannt, wieder zu Skirennen anzutreten. Mit einer neu gelösten Rennlizenz konnte er sich bei FIS-Rennen in den USA mehrfach unter den Top 10 und sogar in den Podiumsplätzen klassieren. Sein Ziel, bei den US-amerikanischen Meisterschaften 2008 teilnehmen zu können, erreichte er nicht. Sein letztes FIS-Rennen bestritt er im Januar 2009.

## Erfolge

### Olympische Spiele
- Innsbruck 1976: 5. Riesenslalom
- Lake Placid 1980: 2. Slalom, 10. Riesenslalom, 14. Abfahrt
- Sarajewo 1984: 1. Slalom, 8. Riesenslalom

### Weltmeisterschaften
- Garmisch-Partenkirchen 1978: 5. Riesenslalom
- Lake Placid 1980: 1. Kombination

### Weltcupwertungen
Phil Mahre hat dreimal den Gesamtweltcup gewonnen (1981, 1982, 1983), dazu kommen sieben weitere Siege in Disziplinenwertungen.
| Saison  | Gesamt | Gesamt | Abfahrt | Abfahrt | Riesenslalom | Riesenslalom | Slalom | Slalom | Kombination | Kombination |
| Saison  | Platz  | Punkte | Platz   | Punkte  | Platz        | Punkte       | Platz  | Punkte | Platz       | Punkte      |
| ------- | ------ | ------ | ------- | ------- | ------------ | ------------ | ------ | ------ | ----------- | ----------- |
| 1975/76 | 14.    | 57     | –       | –       | 10.          | 29           | 7.     | 26     | –           | -           |
| 1976/77 | 9.     | 100    | –       | –       | 4.           | 72           | 12.    | 25     | –           | -           |
| 1977/78 | 2.     | 116    | –       | –       | 3.           | 84           | 3.     | 86     | –           | -           |
| 1978/79 | 3.     | 155    | –       | –       | 18.          | 27           | 2.     | 107    | –           | -           |
| 1979/80 | 3.     | 132    | –       | –       | 9.           | 43           | 12.    | 39     | 1.          | 67          |
| 1980/81 | 1.     | 266    | 32.     | 10      | 3.           | 84           | 2.     | 97     | 1.          | 102         |
| 1981/82 | 1.     | 309    | 26.     | 9       | 1.           | 105          | 1.     | 120    | 1.          | 75          |
| 1982/83 | 1.     | 285    | 18.     | 28      | 1.           | 107          | 6.     | 75     | 1.          | 75          |
| 1983/84 | 15.    | 85     | 39.     | 2       | 19.          | 24           | 9.     | 44     | 11.         | 15          |

### Weltcupsiege
Insgesamt hat Phil Mahre 27 Weltcuprennen gewonnen (9 Slaloms, 7 Riesenslaloms, 11 Kombinationen). Dazu kommen 21 zweite Plätze und 21 dritte Plätze.
| Datum             | Ort               | Land        |
| ----------------- | ----------------- | ----------- |
| 10. Dezember 1976 | Val-d’Isère       | Frankreich  |
| 3. März 1978      | Stratton Mountain | USA         |
| 7. März 1981      | Aspen             | USA         |
| 19. März 1982     | Kranjska Gora     | Jugoslawien |
| 7. März 1983      | Aspen             | USA         |
| 8. März 1983      | Vail              | USA         |
| 19. März 1983     | Furano            | Japan       |

| Datum            | Ort                  | Land             |
| ---------------- | -------------------- | ---------------- |
| 5. März 1977     | Sun Valley           | USA              |
| 12. Februar 1978 | Chamonix             | Frankreich       |
| 5. Februar 1979  | Jasná                | Tschechoslowakei |
| 15. Februar 1981 | Åre                  | Schweden         |
| 15. März 1981    | Furano               | Japan            |
| 9. Dezember 1981 | Madonna di Campiglio | Italien          |
| 24. Januar 1982  | Wengen               | Schweiz          |
| 14. März 1982    | Jasná                | Tschechoslowakei |
| 26. März 1982    | Montgenèvre          | Frankreich       |

| Datum             | Ort                  | Land        |
| ----------------- | -------------------- | ----------- |
| 15. Januar 1979   | Crans-Montana        | Schweiz     |
| 8. Dezember 1979  | Val-d’Isère          | Frankreich  |
| 10. Januar 1981   | Morzine              | Frankreich  |
| 17. Januar 1981   | Oberstaufen          | Deutschland |
| 1. Februar 1981   | St. Anton am Arlberg | Österreich  |
| 8. Dezember 1981  | Aprica               | Italien     |
| 13. Dezember 1981 | Madonna di Campiglio | Italien     |
| 15. Januar 1982   | Bad Wiessee          | Deutschland |
| 23. Januar 1983   | Kitzbühel            | Österreich  |
| 6. Februar 1983   | St. Anton am Arlberg | Österreich  |
| 11. Februar 1983  | Le Markstein         | Frankreich  |

### Sonstige Siege
- Sieg im nur zum Nationencup zählenden Parallelslalom am 28. März 1982 in Montgenèvre[2]

### Auszeichnungen
- 1983: Skieur d’Or[3]

## Motorsport-Statistik
Sebring-Ergebnisse
| Jahr | Team        | Fahrzeug   | Teamkollege | Teamkollege | Platzierung | Ausfallgrund |
| ---- | ----------- | ---------- | ----------- | ----------- | ----------- | ------------ |
| 1992 | Brix Racing | Mazda MX-6 | Bob Schader | Steve Mahre | Ausfall     | Motorschaden |